# グアヤキル湾

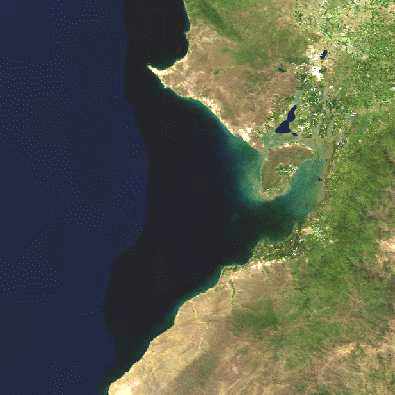
グアヤキル湾

グアヤキル湾（スペイン語: Golfo de Guayaquil）は、南アメリカ西部の太平洋にある広範囲の水域である。湾の北限は、エクアドルのサリナスで、南限はペルーのパリニャス岬である。
湾は、グアヤキル市から名付けられている。グアヤキル湾には、グアヤス川、フボネス川、トゥンベス川といった川が、エクアドルとペルーの両方から注いでいる。
湾内にマングローブが多く、チャクビモリクイナ、キホオボウシインコ、オオスズメバト、マメルリハインコ、オナガアカボウシインコ、ペルースズメフクロウ、フタオビチドリ、アメリカズグロカモメ、ワライカモメ、アメリカグンカンドリ、カッショクペリカン、アオアシカツオドリなどの鳥類および爬虫類のアメリカワニ、哺乳類のカワウソなどが生息している。グアヤス川河口の三角江内のチュパドレス・チコ島一帯のマングローブ、東岸のチュルテマングローブ生態保護区、湾内のサンタ・クララ島、そして南部のペルーのトゥンベス県一帯のマングローブはラムサール条約登録地である。